# Nephepeltia phryne
Nephepeltia phryne là loài chuồn chuồn trong họ Libellulidae. Loài này được Perty mô tả khoa học đầu tiên năm 1834.